# Gruen Watch Company
La Gruen Watch Company fue uno de los mayores fabricantes de relojes de los Estados Unidos. Estuvo en actividad desde aproximadamente 1894 hasta 1958 y tenía su sede en Cincinnati, Ohio. Fue fundada en 1894 por el relojero alemán Dietrich Grün, quien cambió la ortografía de su nombre a "Gruen" porque la letra ü no existe en inglés.

## Dietrich Gruen
Dietrich Gruen, nació en Alemania en 1847. A los 15 años de edad salió de su pueblo natal para convertirse en aprendiz de relojero. Más adelante trabajó durante tres años en Suiza antes de emigrar a los Estados Unidos. En 1874, registró una patente para un piñón de seguridad para relojes de bolsillo, que evitaba daños al movimiento del reloj si se rompía el resorte principal.

## Columbus Watch Manufacturing Company
En asociación con W.J. Savage, hijo de un destacado relojero y hombre de negocios de Columbus (Ohio), Dietrich Gruen fundó la Columbus Watch Manufacturing Company en 1876. Inicialmente, la empresa importaba y terminaba movimientos de relojes importados de Madretsch, un suburbio de Viena, Suiza. Los movimientos presentaban el diseño de piñón de seguridad de Gruen de 1874.

## Columbus Watch Company
En 1882, la empresa fue refinanciada y reorganizada bajo el nuevo nombre de "Columbus Watch Company" y comenzó a fabricar sus propios movimientos directamente en los EE. UU. Durante el Pánico de 1893, los accionistas obligaron a Gruen a abandonar la empresa. Refundada como New Columbus Watch Company, la firma continuó existiendo hasta 1903.

## D. Gruen & Son
En 1894, Dietrich Gruen fundó una nueva empresa, D. Gruen & Son, una sociedad con su hijo Frederick G. Gruen. Padre e hijo diseñaron una serie de movimientos de reloj de bolsillo que fueron fabricados por la firma relojera alemana de Paul Assmann, que incorporaban un escape diseñado por Moritz Grossman.

## D. Gruen & Sons
En 1897, el nombre se modificó nuevamente, ya que otro hijo, George J. Gruen, se convirtió en socio adicional. La empresa se trasladó en 1898 a Cincinnati.

## D. Gruen, Sons & Co.

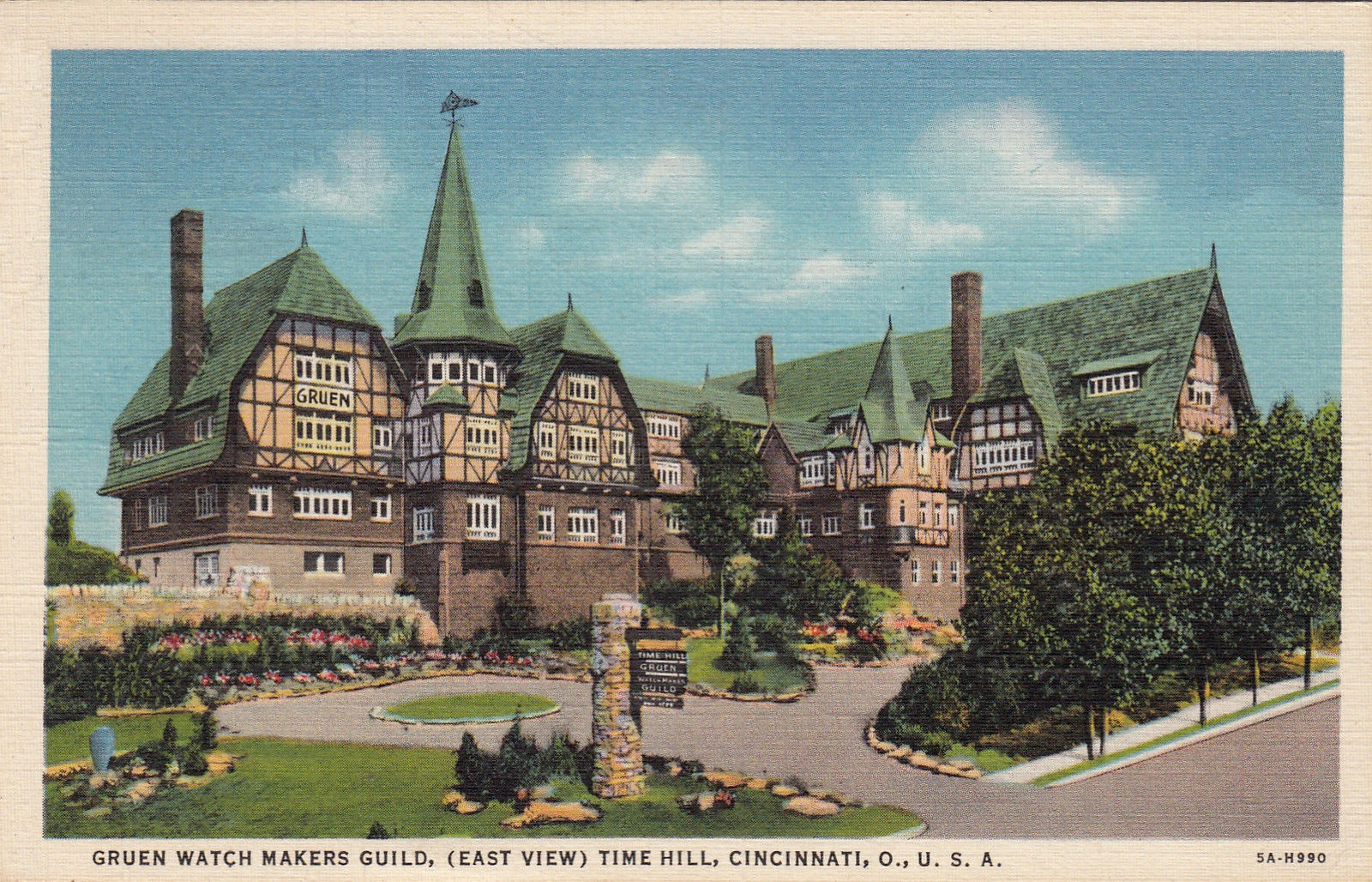
Time Hill en Cincinnati (1937)

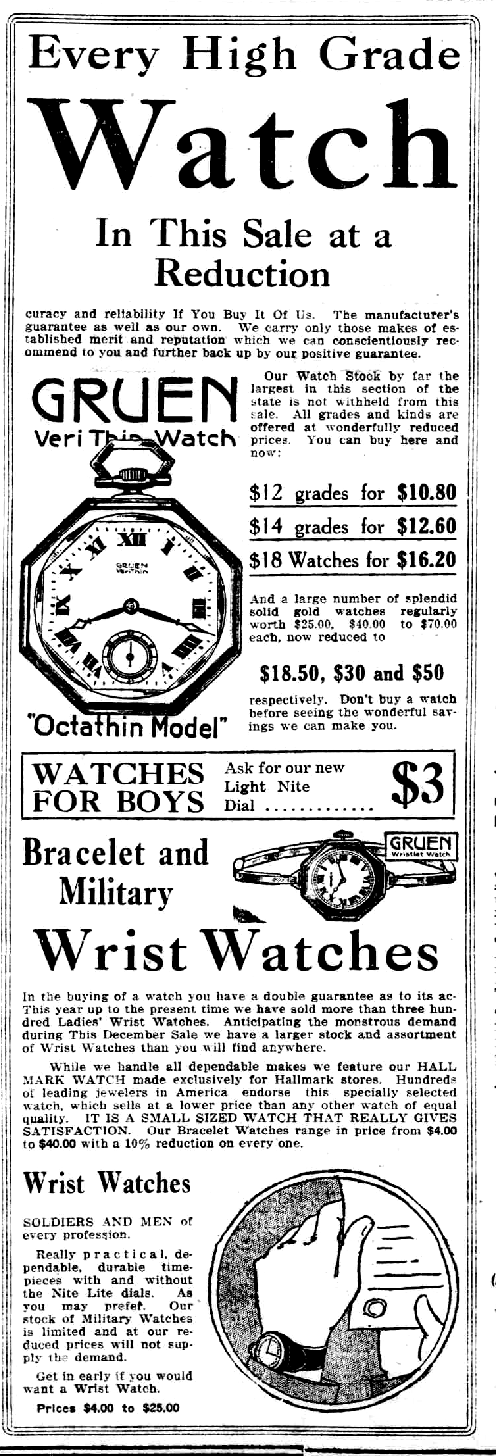
Anuncio de los relojes Gruen (1917)

En 1900, el nombre corporativo pasó a ser D. Gruen, Sons & Co. La nueva empresa se convirtió parcialmente en una empresa suiza. Los movimientos ya no se fabricaban en Glashütte (Sajonia), Alemania, sino nuevamente en Suiza. En 1903, se formó una compañía subsidiaria, "The Gruen Watch Manufacturing Company", ubicada en Biena (Suiza).
Gruen fue una de las primeras empresas de relojes estadounidenses en ofrecer movimientos básicos producidos en Suiza, en una amplia variedad de cajas y precios, aunque relativamente económicos y montados en los Estados Unidos. Algunos de sus mejores movimientos fueron fabricados por Jean Aegler, que más tarde se convirtió en socio comercial de Hans Wilsdorf, de Rolex.
En 1904, la empresa presentó el movimiento de reloj de bolsillo VeriThin, una nueva disposición de componentes que permitió que las cajas de los relojes fueran mucho más delgadas.
Los primeros relojes de pulsera Gruen se presentaron en 1908, y encontraron rápidamente el favor de las compradoras femeninas, pero no fueron populares entre los hombres en ese momento (que consideraban que los relojes de pulsera eran femeninos). La empresa no volvió a fabricar relojes de pulsera para hombres hasta la Primera Guerra Mundial, cuando el uso militar hizo que los modelos de pulsera fueran aceptables para los hombres.
Dietrich Gruen murió en 1911 y el control de la empresa pasó a su hijo Frederick.
En 1917, la empresa se mudó a un edificio de nueva construcción llamado "Time Hill", ubicado en el número 401 de East McMillan Street en Cincinnati. El edificio, que todavía existe, fue diseñado para parecerse a un taller de un gremio medieval. En 1922 aproximadamente, la empresa construyó la fábrica Precision en Biena, Suiza. A partir de ese momento, todos los movimientos de mayor calidad de la empresa se produjeron en la nueva fábrica.

## The Gruen Watch Company
En 1922 se produjo una consolidación en la que D. Gruen, Sons & Co, Cincinnati, The Gruen Watch Manufacturing Co, Biel/Bienne y Gruen National Watch Case Co, se fusionaron para formar The Gruen Watch Company. En 1923, la empresa se trasladó a unas nuevas instalaciones en Biena.
En marketing y publicidad, la Gruen Watch Company utilizó como fecha oficial de fundación primero el año de 1876 y, más adelante el año 1874. La fecha de 1876 es en realidad la fecha de fundación de la Columbus Watch Company, y la fecha de 1874 es en realidad el año en que se emitió la primera patente de Dietrich Gruen.
A mediados de los años 1920, las ventas de Gruen habían superado los cinco millones de dólares. En ventas totales, se había convertido en la empresa de relojes más grande de los EE. UU., así como en la primera en cuanto al precio medio de los relojes.
En 1930, Gruen presentó los relojes Baguette. Tras el inicio de la Gran Depresión, en 1930 se llegó a un acuerdo con la firma Alpina para la producción de un reloj de doble marca Alpina/Gruen.
En 1935, Gruen presentó los primeros relojes de pulsera "Curvex" para hombre, el diseño más famoso de la empresa. Siguiendo la moda de los relojes de pulsera alargados y rectangulares, estos modelos se curvaban para envolver la muñeca del usuario. La mayor innovación del diseño fue la capacidad de producir un movimiento que siguiera la forma de la caja, lo que permitió que el reloj fuera más fino y más curvado. Esto, a su vez, permitió que el movimiento fuera más grande, más duradero y más preciso de lo que hubiera sido posible si se hubiera utilizado un movimiento más pequeño y plano. Un año después, la empresa presentó los modelos Curvex para mujeres.
Durante la Segunda Guerra Mundial, la fábrica de Time Hill dejó de fabricar relojes y, en su lugar, trabajó exclusivamente para el ejército estadounidense, produciendo medidores e instrumentos para aviones, barcos y submarinos. La empresa también fabricó medidores de precisión utilizados para instrumentos quirúrgicos delicados y para radios y otros equipos electrónicos. En esta época, todavía se siguieron produciendo relojes en la fábrica de precisión de Suiza, que se importaban a los Estados Unidos.
Fue durante y poco después de la Segunda Guerra Mundial cuando muchas empresas de relojes estadounidenses empezaron a perder cuota de mercado ante las importaciones suizas, y comenzaron a trasladar la fabricación a Suiza en los años 1940 y 1950, mientras que Gruen, que siempre había fabricado movimientos de relojes en Alemania o Suiza, lanzó la serie '21' de relojes de pulsera (llamada así por sus movimientos de 21 joyas) que se fabricaban íntegramente en los Estados Unidos.
La familia Gruen vendió su participación en la empresa en 1953, y la firma se dividió y vendió en 1958. El negocio de fabricación de relojes se trasladó a Nueva York bajo un nuevo propietario, y la fabricación se realizó exclusivamente en Suiza.
La operación en Biena cerró sus puertas en 1977. Un antiguo proveedor, J. Aegler, compró el edificio, que pasó a utilizarse en la fabricación de los relojes Rolex.

## Nuevo propietario (a partir de 2000)
La marca Gruen pasó a ser propiedad de MZ Berger, Long Island City, Queens, Nueva York.

## Modelos notables
Se rumorea que un Gruen Precision 510 fue el primer reloj que lució en pantalla James Bond (interpretado por Sean Connery) en la película de 1962 Doctor No, y posteriormente en Desde Rusia con Amor, Goldfinger, Sólo se vive dos veces y Diamantes para la eternidad.